# Толмачёв, Николай Гурьевич
Никола́й Гу́рьевич Толмачёв (31 октября [12 ноября] 1895 — 26 мая 1919) — участник Февральской и Октябрьской революций, Гражданской войны, политический работник Красной Армии, один из первых военных комиссаров.

## Биография

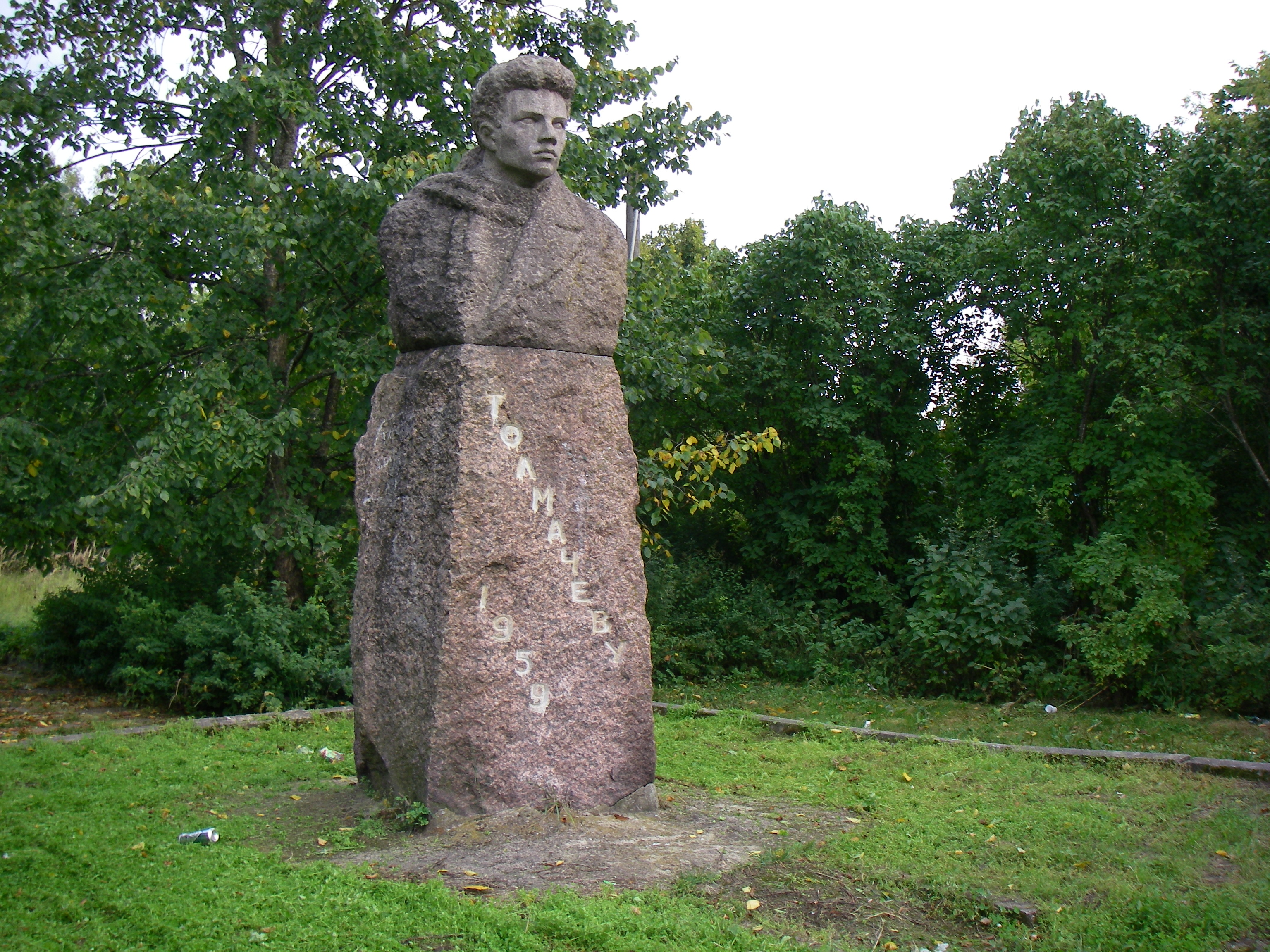
Памятник Н. Г. Толмачёву в посёлке Толмачёво, Ленинградская область

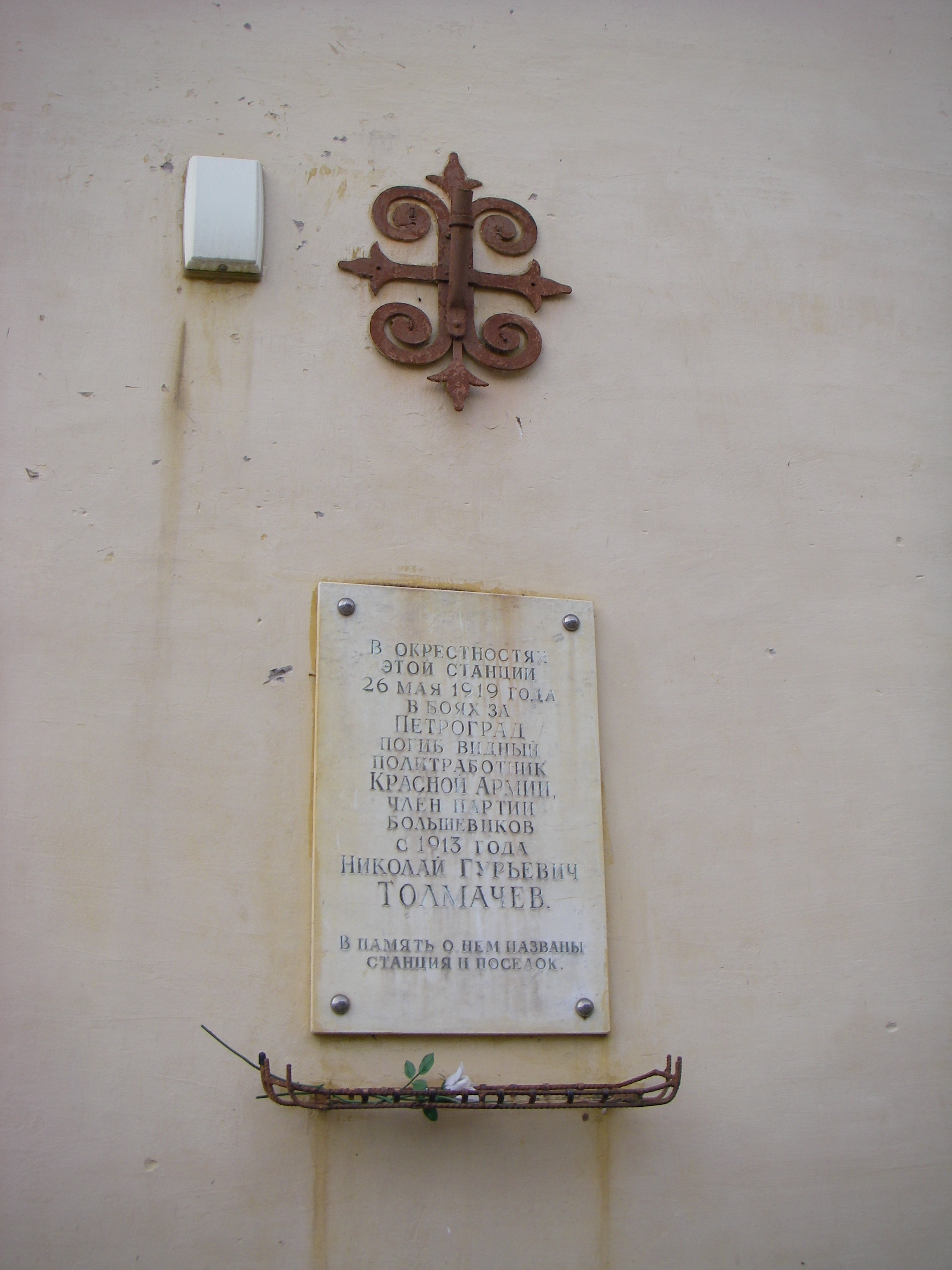
Мемориальная доска на здании станции Толмачёво

Родился 31 октября (12 ноября) 1895 года в Екатеринбурге, окончил реальное училище. С 1912 учился в Петербургском политехническом институте.
C 1913 — член РСДРП(б). Участвовал в революционном движении и в 1913 за участие в первомайской демонстрации был арестован. В 1914—1915 — член Выборгского районного комитета РСДРП(б), редактировал газету «Пролетарский голос». В 1916 вошёл в исполнительную комиссию петроградского комитета РСДРП(б) агитатором, организатором и редактором нелегальной газеты «Пролетарской голос», затем по заданию Русского бюро ЦК РСДРП(б) вёл партийную работу на Урале.
Участник Февральской революции 1917 года в Петрограде, член Петроградского комитета РСДРП(б). Во главе восставших солдат освободил из Петропавловской крепости политзаключённых. Делегат 7-й (Апрельской) партийной конференции РСДРП(б). С апреля 1917 — вновь на Урале, с октября 1917 — член Пермского комитета РСДРП(б), занимался организацией рабочей милиции и красногвардейских отрядов. Один из создателей первой легальной газеты большевиков Прикамья «Пролетарское знамя», постоянный автор этой газеты. Был избран членом Всероссийского учредительного собрания. После Октябрьской революции секретарь Совета рабочих депутатов Выборгского района Петрограда.
В Красной Армии с 1918 — комиссар отряда рабочих по борьбе с дутовщиной, член Уральского областного комитета партии и главный политкомиссар 3-й армии Восточного фронта (с января по март 1919). Делегат с решающим голосом на 8 съезде РКП(б) 18-23 марта 1919, входил в «военную оппозицию». Командовал красноармейским отрядом в боях под Златоустом, создавал регулярные части Красной Армии на Урале. Вместе с представителями Уральского областного комитета РКП(б) был одним из организаторов первых политотделов РККА. После, в том же году, стал заведующим культпросветотделом Петроградского окружного военного комиссариата. По его инициативе были созданы курсы политработников, на основе которых был образован Красноармейский учительский институт, преобразованный позже в Военно-политическую академию. В мае 1919 входил в Комитет обороны города, был направлен уполномоченным 7-й армии на лужский участок фронта против войск генерала Юденича.
В бою близ станции Преображенская (у деревни Красные Горы) 26 мая 1919 был тяжело ранен, окружён белогвардейцами и, чтобы не попасть в плен, застрелился. Похоронен на Марсовом поле в Санкт-Петербурге.

## Семья
Супруга: Валентина Толмачёва, брат: Георгий Гурьевич Толмачёв — член Союзов социалистической рабочей молодёжи Урала, уполномоченный Уральского облсовета.

## Память
Имя Н. Г. Толмачёва носят улицы:
- в Павловске — бывшая Александринская улица (с 1919 года),
- в Перми — бывшая Брюхановская улица (с 1920 года),
- в Екатеринбурге — бывшая Колобовская улица (с 1920 года),
- в Ростове-на-Дону
- в Смоленске.
- В Рудном (Казахстан)
- В Ивантеевке (Московская обл.)
- в Первоуральске

Усачёв переулок в Луге в 1920-х годах был переименован в переулок Толмачёва.
С 20 августа 1919 по 1991 год Караванная улица в Санкт-Петербурге именовалась улицей Толмачёва.
Село Преображенское под Лугой, названное так по храму, возведённому в селе в честь Спаса Преображения, было переименовано в Толмачёво. Также была переименована железнодорожная станция в этом селе.
В ноябре 1919 на базе агитаторских курсов был создан Учительский институт Красной армии имени Н. Г. Толмачёва, на который возлагалась задача подготовки учителей для красноармейских школ грамотности, инструкторов-организаторов политической и просветительской работы, лекторов и библиотекарей. На его базе позднее была образована Военно-политическая академия (ныне Военный университет Министерства обороны Российской Федерации), также носившая имя Толмачёва, и в 1938 году переименованная в честь В. И. Ленина.